# Кушнаренковский сельсовет
Кушнаренковский сельсовет — муниципальное образование в Кушнаренковском районе Башкортостана.
Административный центр — село Кушнаренково.

## История
Согласно Закону о границах, статусе и административных центрах муниципальных образований в Республике Башкортостан имеет статус сельского поселения.

## Население
| 2002    | 2009    | 2010    | 2012    | 2013    | 2014    | 2015    |
| ------- | ------- | ------- | ------- | ------- | ------- | ------- |
| 11 914  | ↘10 528 | ↗11 571 | ↘11 546 | ↗11 572 | ↗11 718 | ↗11 826 |
| 2016    | 2017    | 2018    |         |         |         |         |
| ↗12 083 | ↗12 155 | ↘12 011 |         |         |         |         |

## Состав сельского поселения
| № | Населённый пункт                | Тип населённого пункта       | Население |
| - | ------------------------------- | ---------------------------- | --------- |
| 1 | Кушнаренково                    | село, административный центр | ↘9801     |
| 2 | Тарабердино                     | село                         | ↗1576     |
| 3 | Япарка                          | деревня                      | ↗83       |
| 4 | Деревня Учхоза сельхозтехникума | деревня                      | ↘36       |
| 5 | Горный                          | деревня                      | ↗6        |

## Известные жители и уроженцы
- Канцеров, Алексей Яковлевич (? — 25 июня 1918) — иерей, священномученик Русской православной церкви[14].
- Паширов, Валентин Дмитриевич (6 августа 1924 — 6 ноября 1943) — участник Великой Отечественной войны, Герой Советского Союза[15][16].